# Annabel’s

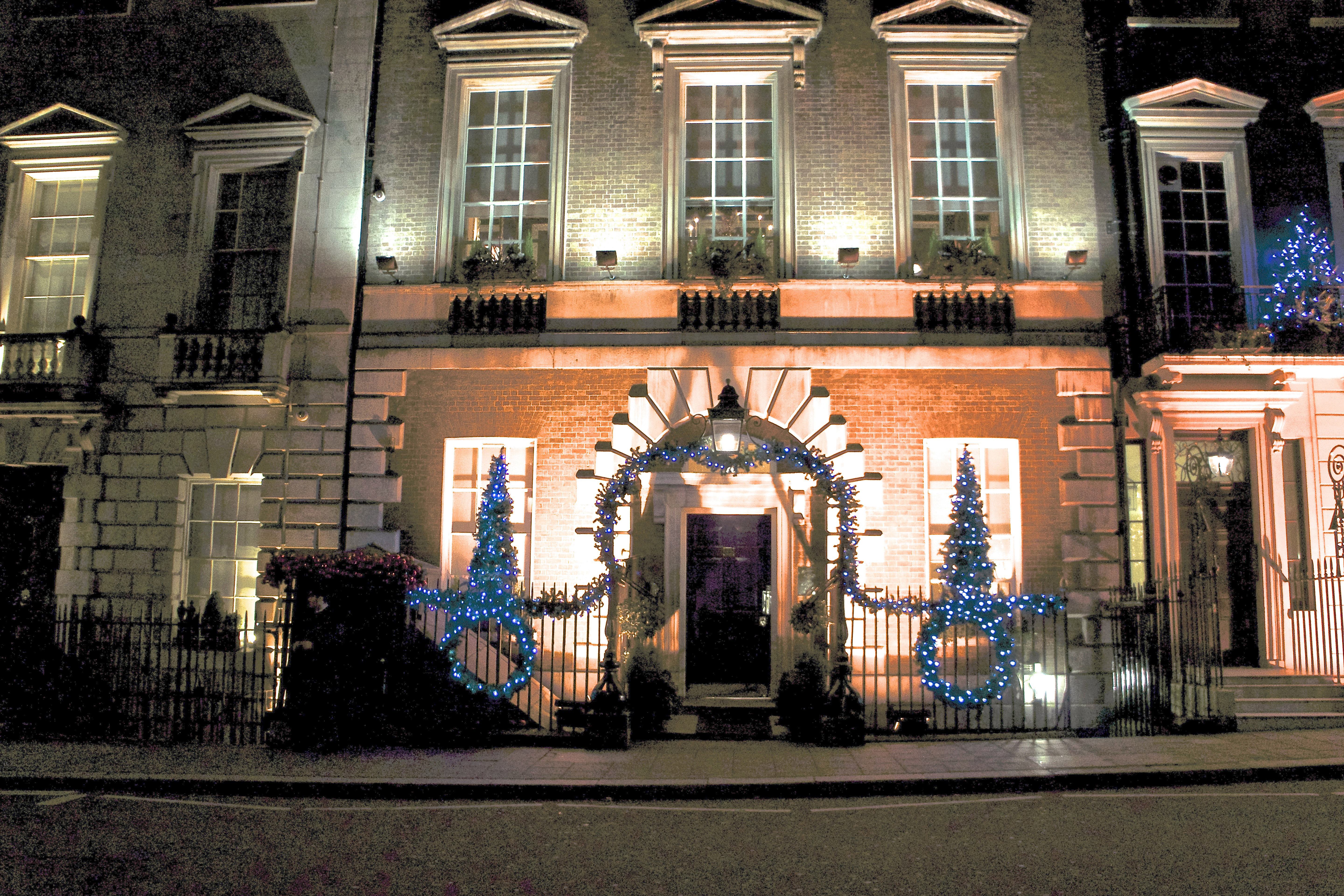
Annabel’s

Annabel’s ist ein Londoner Nachtclub. Die als „Symbol der Dekadenz“ bezeichnete Einrichtung war der erste Londoner Nachtclub, der ausschließlich Clubmitgliedern und ihren Gästen offenstand. Annabel’s gilt als „bevorzugter Nachtclub der Aristokratie“. Er ist der einzige Nachtclub, den die britische Königin Elisabeth II. jemals besucht hat.

## Geschichte
Annabel’s wurde 1963 von dem Londoner Unternehmer Marcus „Mark“ Birley gegründet. Er benannte den Club nach seiner (damaligen) Ehefrau Lady Annabel Goldsmith. Die Clubräume befinden sich seit der Gründung im Untergeschoss eines Gebäudes am Berkeley Square im Londoner Stadtteil Mayfair. Anfänglich bestand eine Verbindung zu dem im selben Gebäude untergebrachten privaten Spielcasino Clermont Club: Annabel’s sollte den Gästen des Casinos die Möglichkeit geben, vor oder nach dem Casinoaufenthalt unter Ausschluss der Öffentlichkeit einen Nachtclub zu besuchen. Die Exklusivität und ein privates Umfeld waren von Beginn an eines der herausragenden Merkmale des Clubs, auf deren Wahrung der Betreiber Wert legte.
Annabel’s wurde schnell zu einer Attraktion der Londoner High Society. Angehörige der britischen Königsfamilie waren ebenso Mitglieder des Clubs wie internationale Geschäftsleute, Politiker und Filmstars. In den 1990er-Jahren ließ das Interesse an dem zunehmend als verstaubt geltenden Club vorübergehend nach. Nach der Jahrtausendwende gewann Annabel’s infolge einer Renovierung wieder an Attraktivität, wobei heute Angehörige der Neuen Reichen bzw. des Geldadels die Mehrheit der Clubmitglieder ausmachen. Die britische Presse kommentierte den Wandel der Kundschaft als „Einmarsch des Euro Trash“. Annabel’s veranstaltet nach wie vor regelmäßig für seine Mitglieder Partys und Konzerte, bei denen internationale Showstars auftreten. So spielten hier unter anderem Tina Turner, Ray Charles, Ella Fitzgerald, Diana Ross und Lady Gaga, die ihre Zuhörer mit den Worten „Hello rich people“ begrüßte.
2003 übernahmen die Tochter und der Sohn des Gründers Mark Birley die Leitung des Clubs. 2007 verkaufte Birley das Annabel’s an den britischen Unternehmer Richard Caring, der das Konzept des Clubs unverändert fortführt. Der kolportierte Kaufpreis betrug 90 Mio. £. und schloss drei weitere Nachtclubs mit ein, darunter Harry’s Bar in London.

## Clubmitglieder
Mitglieder im Annabel’s sind oder waren Prinz Charles, seine Ehefrau Camilla, Richard Nixon, Aristoteles Onassis, Frank Sinatra, Pippa Middleton und David Blunkett.

## Zitate über Annabel’s
„Annabel’s bietet eine Mischung aus Sex und Exklusivität“

„Annabel’s ist großartig, weil es keine Journalisten und Paparazzi gibt“

## Rezeption
Zum 50-jährigen Bestehen des Clubs drehte der britische Regisseur und Produzent Ridley Scott 2013 eine Dokumentation über Annabel’s, die unter dem Titel „A String of Naked Lightbulbs“ im Oktober 2013 erstmals öffentlich gezeigt wurde.